# Charline Mathias
Charline Kyra Claude Mathias (* 23. Mai 1992 in Luxemburg) ist eine luxemburgische Leichtathletin, die sich auf den Mittelstreckenlauf spezialisiert hat.

## Sportliche Laufbahn
Erste Erfahrungen bei einer internationalen Meisterschaft sammelte Charline Mathias bei den Spielen der kleinen Staaten Europas (GSSE) 2009 in Luxemburg, bei denen sie mit der luxemburgischen 4-mal-400-Meter-Staffel die Goldmedaille gewinnen konnte sowie Bronze über 800 Meter. Bei den Jugendweltmeisterschaften in Brixen kam sie über 800 Meter bis in das Halbfinale. Beim Europäischen Olympischen Jugendfestival wurde sie Sechste, wie auch mit der Staffel bei den Spielen der Frankophonie in Beirut. 2010 schied sie über 800 Meter bei den Juniorenweltmeisterschaften im kanadischen Moncton in der ersten Runde aus. 2013 gewann sie bei den GSSE in Luxemburg Silber über 400 Meter, 800 Meter und mit der luxemburgischen Staffel. Bei den U23-Europameisterschaften in Tampere schied sie über 800 Meter bereits in der Vorrunde aus, wie auch bei den Spielen der Frankophonie in Nizza über 400 Meter. Mit der Staffel belegte sie dort den fünften Rang. 2014 qualifizierte sie sich für die Europameisterschaften in Zürich, bei denen über 800 im Vorlauf ausschied. 2015 gewann sie bei den GSSE in Reykjavík die Goldmedaille über 800 Meter und qualifizierte sich für die Weltmeisterschaften in Peking, bei denen sie über 800 Meter in der ersten Runde ausschied. 2016 qualifizierte sie sich für die Olympischen Spiele in Rio de Janeiro, bei denen sie erneut über 800 Meter in der Vorrunde ausschied. 2017 nahm sie über 800 Meter an den Halleneuropameisterschaften in Belgrad teil und gelangte dort bis in das Halbfinale. Bei den GSSE in Serravalle gewann sie die Goldmedaille über 1500 Meter. Wenige Wochen später nahm sie an den Weltstudentenspielen in Taipeh teil und belegte dort Platz acht über 1500 Meter und schied über 800 Meter im Halbfinale aus. Im Jahr darauf schied sie bei den Europameisterschaften in Berlin mit 2:02,01 min im Semifinale über 800 Meter aus. 2019 kam sie bei den Halleneuropameisterschaften in Glasgow mit 2:04,73 min nicht über den Vorlauf über 800 Meter hinaus und im Mai siegte sie in 2:07,78 min bei den GSSE in Bar.
2023 gewann sie bei den Spielen der kleinen Staaten von Europa in Marsa in 2:12,89 min die Silbermedaille über 800 Meter hinter der Malteserin Gina McNamara und anschließend wurde sie bei der 2. Liga der Team-Europameisterschaft im Rahmen der Europaspiele in Chorzów in 2:08,73 min Fünfte im B-Lauf über 800 Meter. Zudem wurde sie mit der Mixed-Staffel über 4-mal 400 Meter in 3:29,34 min Sechste im B-Lauf. Im Jahr darauf schied sie bei den Europameisterschaften in Rom mit 2:00,78 min im Semifinale über 800 Meter aus.
Bisher wurde sie sechsmal luxemburgische Meisterin über von den 400 bis zu den 1500 Meter sowie elfmalige Hallenmeisterin. Sie ist Studentin an der Katholischen Universität in Lille.

## Persönliche Bestleistungen
- 400 Meter: 54,50 s, 3. August 2014 in Schifflange
  - 400 Meter (Halle): 55,80 s, 16. Januar 2010 in Luxemburg (luxemburgischer Rekord)
  - 600 Meter (Halle): 1:29,58 min, 16. Dezember 2023 in Luxemburg (nationale Bestleistung)
- 800 Meter: 2:00,35 min, 21. Juli 2018 in Heusden-Zolder (luxemburgischer Rekord)
  - 800 Meter (Halle): 2:01,82 min, 18. Februar 2024 in Luxemburg (luxemburgischer Rekord)
- 1000 Meter: 2:40,09 min, 13. Mai 2018 in Pliezhausen (luxemburgischer Rekord)
  - 1000 Meter (Halle): 2:45,39 min, 17. Dezember 2021 in Luxemburg (luxemburgischer Rekord)
- 1500 Meter: 4:12,57 min, 27. Mai 2017 in Oordegem
  - 1500 Meter (Halle): 4:15,83 min, 3. Februar 2018 in Luxemburg
  - 3000 Meter (Halle): 9:29,40 min, 28. Januar 2017 in Saarbrücken